# Delanno Williams
Delano Livingston Williams (né le 23 décembre 1993 à Grand Turk) est un athlète des Îles Turks-et-Caïcos, spécialiste du sprint.

## Biographie
Il poursuit ses études au lycée Munro dans la paroisse de Saint Elizabeth en Jamaïque. Il aurait voulu représenter le Royaume-Uni lors des Jeux olympiques de Londres puisque ses îles sont un territoire d'outre-mer britannique qui ne dispose pas d'un comité olympique national. Il obtient en conséquence un passeport britannique d'outre-mer.
Né et élevé sur Grand Turk par une mère haïtienne, il a déménagé en Jamaïque en 2008 après que l'ouragan Ike eut détruit son école. Concourant pour son lycée, il devient le premier non-jamaïcain à remporter les 100 et 200 m lors des Jamaican National High School Track and Field Championships de 2012.
Représentant ses îles natales, il devient champion du monde juniors en 2012 sur 200 m le 13 juillet 2012 à Barcelone, après avoir représenté son territoire britannique d'outre-mer lors des Championnats du monde 2011.
Le 24 juin 2013, il est autorisé à concourir sous les couleurs du Royaume-Uni

## Palmarès
| Date | Compétition                       | Lieu        | Résultat | Épreuve   | Temps         |
| ---- | --------------------------------- | ----------- | -------- | --------- | ------------- |
| 2012 | Championnats du monde juniors     | Barcelone   | 1er      | 200 m     | 20 s 48       |
| 2015 | Championnats d'Europe par équipes | Tcheboksary | 2e       | 4 × 400 m | 3 min 00 s 54 |
| 2017 | Relais mondiaux de l'IAAF         | Nassau      | 6e       | 4 x 400 m | 3 min 05 s 63 |

## Records
| Épreuve | Performance        | Lieu     | Date         |
| ------- | ------------------ | -------- | ------------ |
| 100 m   | 10 s 28 (-0,7 m/s) | Kingston | 15 mars 2013 |
| 200 m   | 20 s 27 (+0,9 m/s) | Kingston | 16 mars 2013 |
| 400 m   | 45 s 42            | Kingston | 9 mai 2015   |